# Fender Musicmaster Bass
Fender Musicmaster Bass je poenostavljena izvedba Fender Mustang Bassa. Vrat in trup ima enak, plastika pa se razteza čez trup v enem kosu. Ima pick up Fender Stratocaster singlecoil, prekrit s pokrovčkom. Tudi kobilica je poenostavljena - nima štirih nosilcev kot Mustang, pač pa ima samo dva (struni E in A na prvem, ter struni D in G na drugem) in zaradi tega je točnost tega glasbila pod vprašajem. Proizvodnja tega inštrumenta se je začela proti koncu šestdesetih let. V sedemdesetih letih je bil izredno popularen med mladino ("student bass"), po njem pa so posegali tudi znani bas kitaristi.

## Bas kitaristi, ki so igrali Musicmaster model
- Alan Lancaster, Status Quo
- Colin Moulding, XTC
- Joe Leeway, Thompson Twins
- Alexander Moebius, The Teens